# Ромбоидальная сетка
Ромбоидальная сетка (ромбический микрометр, ромб Брадлея) — система нитей или узких пластинок, помещённая в фокальной плоскости трубы и образующая в середине поля зрения ромб, одна диагональ которого в два раза длиннее другой. Замечая моменты прохождений через эти нити светил при их суточном движении, легко вывести разности прямых восхождений и склонений светил. Подобного рода микрометры были в большом ходу в XVIII веке, когда не умели ещё нарезать микрометренных винтов.
Французский астроном Лакайль, определивший на мысе Доброй Надежды в середине XVIII столетия положения звёзд южного неба с помощью подобного микрометра, назвал его именем небольшое созвездие (созвездие Сетка, Reticalum), скомпонованное из мелких звёзд Южного полушария около Большого Магелланова облака.